# Івасівка Віталій Олександрович
Віта́лій Олекса́ндрович Івасівка (08.1988—04.05.2022) — старший солдат Збройних Сил України, учасник російсько-української війни, який загинув під час російського вторгнення в Україну.

## Життєпис
Народився в серпні 1988 року. Мешкав у с. Мошурів Уманського району Черкаської області. 
Після закінчення школи навчався в Чорноліській лісовій школі, де здобув фах лісівника. Потім працював лісівником у Києво-Святошинському районі. З часом повернувся до рідного села, де довгий час працював у місцевій пекарні. З 2015 — учасник АТО. З 2019 року продовжив військову службу за контрактом в Збройних Силах України.
З початку російського вторгнення в Україну — старший солдат, заступник командира бойової машини навідника-оператора першої механізованої роти першого механізованого батальйону підрозділу ЗС України. 
Загинув 4 травня 2022 року у віці 33 років у бою з розвідувально-диверсійною групою противника в Луганській області. 
Залишились батьки, дружина, син та брат. 
Похований в рідному селі.

## Нагороди
- орден «За мужність» III ступеня (2022) — за особисту мужність і самовіддані дії, виявлені у захисті державного суверенітету та територіальної цілісності України, вірність військовій присязі[3].